# رضوان زادهوش
رضوان زادهوش، با نام هنریِ رؤیا (زادهٔ ۲۷ اسفند ۱۳۱۲ – درگذشتهٔ ۱۰ مرداد ۱۳۹۸ در اصفهان)، خواننده موسیقی سنتی ایرانی بود.
او خوانندگی را از سال ۱۳۴۶ در همکاری با حبیب‌الله بدیعی، ویولن‌نواز به‌نام و عضو شورای وقتِ موسیقی رادیو ایران آغاز کرد.
رؤیا از خوانندگان معروف دهه‌های ۱۳۴۰ و ۱۳۵۰ خورشیدی بود. او نخستین بار با برنامهٔ گُلها درخشید.
رؤیا در حدود ۳۰ برنامهٔ گُلها حضور داشت و برای چند فیلم ایرانی هم آواز خواند.
او ترانه‌های ماندگاری در برنامه گل‌های رنگارنگ خواند، اما آموزش آواز را پیش از آن در شهر اصفهان آغاز کرده بود. رضوان زادهوش از جمله خوانندگانی بود که پس از انقلاب در ایران ماند.
او در تاریخ ۱۰ مرداد ۱۳۹۸ در ۸۵ سالگی بر اثر بیماری قلبی در بیمارستان خورشید اصفهان درگذشت.